# Фриден, Майкл
Майкл Фриден (англ. Michael Freeden; 30 апреля 1944, Лондон, Великобритания) — британский политический теоретик, наиболее известный как ведущий современный теоретик идеологии (в частности, разработал морфологический анализ идеологий) и специалист в либерализме. Эмерит в области политики в Оксфордском университете и в Мэнсфилд-колледже. В настоящий момент профессор на Департаменте политики и международных отношений в Школе восточных и африканских исследований в Лондонском университете. Один из основателей и бывший главный редактор «Journal of Political Ideologies».

## Ранняя жизнь
Отец — Герберт Германн (англ. Herbert Hermann), мать — Марианна Фриден (в девичестве Хохдорф) (англ. Marianne Freeden). Родился 30 апреля 1944 в Лондоне.
Окончил бакалавриат Еврейского университета в Иерусалиме в 1966, а в 1972 получил PhD в Оксфордском университете. На протяжении последующих 5 лет работал лектором в Хайфском университете.

## Профессиональная карьера в Великобритании
С 1978 плоть до 2011 был преподавателем и исследователем в Мэнсфилд-колледже (Оксфордский университет), где по сей день сохраняет почётную должность. В 2004-2007 входил в состав британского Совета по экономическим и социальным исследованиям (ESRC).
В 2013-2015 годах работал профессором в политической теории в Ноттингемском университете.
С 2016 и по настоящее время занимает исследовательскую позицию в Школе восточных и африканских исследований в Лондонском университете.

## Вклад в политическую теорию

### Вклад в теорию идеологий
Фриден предложил принципиально новый подход к анализу идеологий. У него принципиальным вопросом, определяющим политическое мышления, становится не то, как в тех или иных идеологиях определяются абстрактные идеи (например, социальное равенство), а то, как они между собой взаимосвязаны, то есть иерархически организованы в идеологии. При этом центральным объектом исследования является понятие (concept), восходящее к концепции сущностно оспариваемых понятий. Идеологии, основные понятия которых иерархизированы по потенциалу изменчивости и уровню рассмотрения, таким образом, изучаются посредством деконтестации (decontestation) этих понятий.
Основная современная идеология, к которой Фриден применил свой анализ, является либерализм.

## Награды и почётные звания
- Эмерит в области политики в Оксфордском университете и Мэнсфилд-колледже.
- Лауреат Премии Исайи Берлина (2012) за прижизненные достижения в области науки (Ассоциация политической науки Великобритании)[4].
- Медаль науки Института перспективных исследований Болонского университета (2012)[5].
- Участник грантоновой программы «Leverhulme[англ.] Emeritus» (2016) на проект «Слушая тишину: недостаток и отсутствие в политической теории» (Listening to silence: lack and absence in political theory)[6].
- Член-корреспондент (fellow) Королевского исторического общества[7].
- Член-корреспондент британской Академии социальных наук[англ.][8].

## Основные публикации
- Ideologies and Political Theory: A Conceptual Approach. — Oxford University Press, 1996.
- Ideology: A Very Short Introduction. — Oxford University Press, 2003.
- Liberal Languages: Ideological Imaginations and Twentieth Century Progressive Thought. — Princeton, 2005.
- The Oxford Handbook of Political Ideologies. — Oxford University Press, 2013. (редактор вместе с Л.Т. Сарджентом и М. Стирсом[англ.])